# 배트 21
《배트 21》(Bat*21, Bat 21)은 미국에서 제작된 피터 마클 감독의 1988년 드라마, 전쟁 영화이다. 진 핵크만 등이 주연으로 출연하였고 마이클 밸슨 등이 제작에 참여하였다.

## 출연

### 주연
- 진 핵크만
- 대니 글로버

### 조연
- 제리 리드
- 데이빗 마샬 그랜트
- 클레이턴 로너
- 에리치 앤더슨
- 조 돌시

## 기타
- 원작자: 윌리엄 C. 앤더슨
- 공동제작: 데이비드 산더스
- 공동제작: 마크 데이먼